# 4K44b Redout
Le 4K44b Redout (indice OTAN SS-C-1 Sepal) est un système de missiles soviétique de défense côtière avec une portée de tir de 25 à 460 km (selon l'altitude de vol). Il est destiné à détruire tous types de navires de surface. 

## Description
Il est mis en œuvre à partir du véhicule porteur ZIL-135.

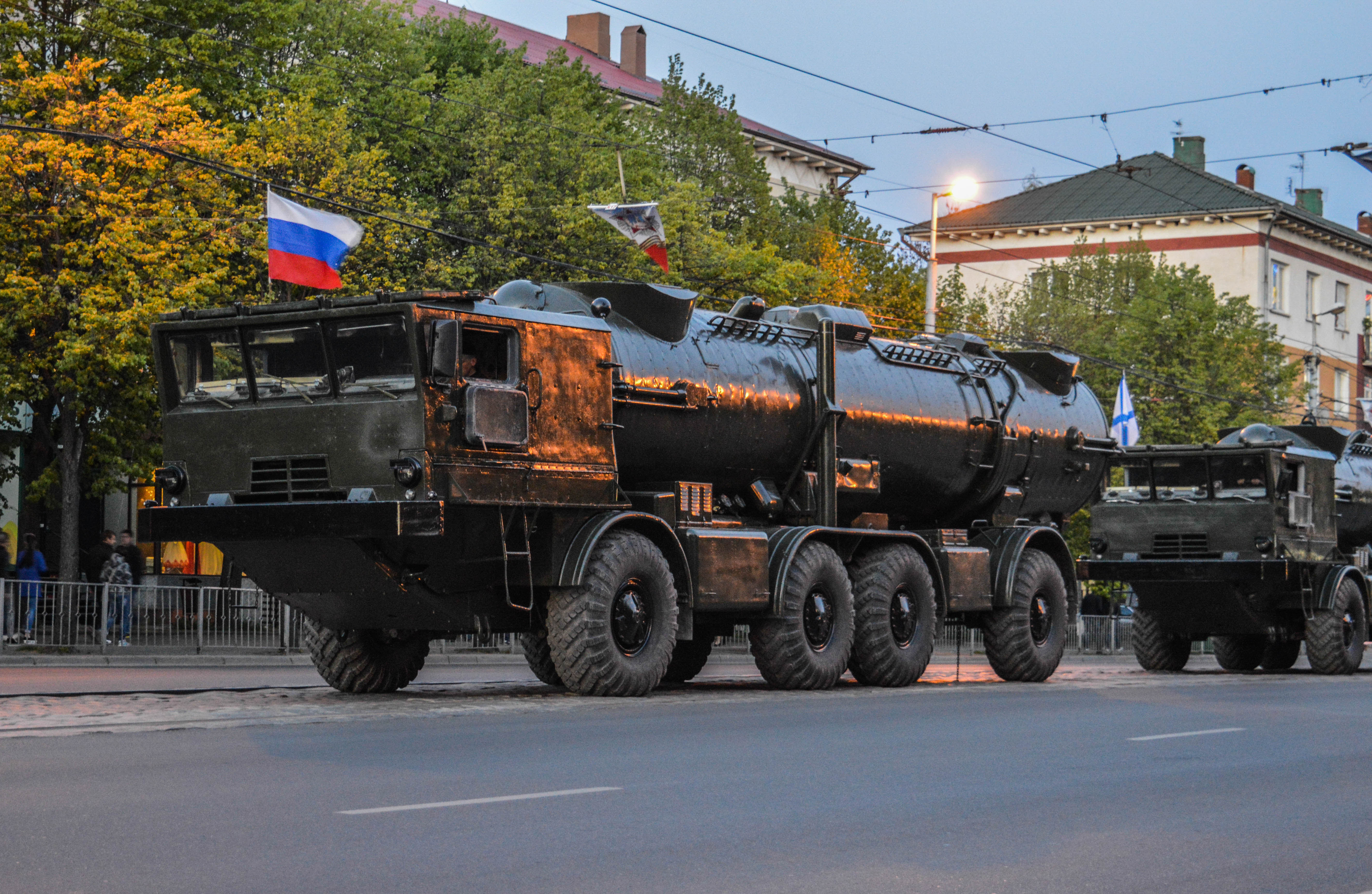
4K44b Redout sur un ZIL-135

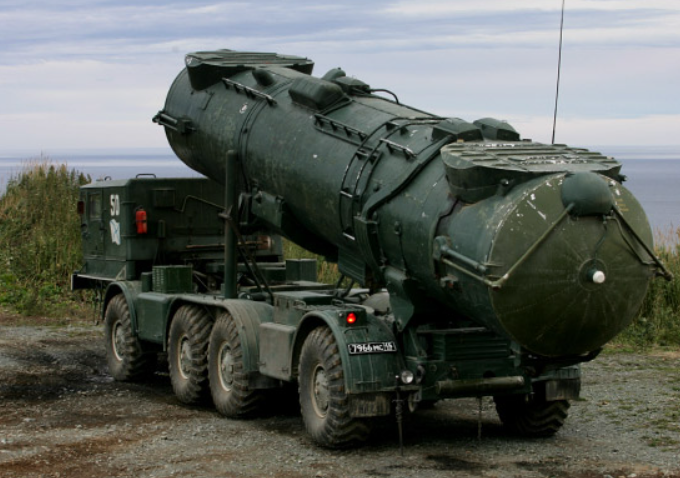
Complexe de missiles de la flotte russe de la mer Noire

Le missile antinavire P-35B a commencé à être utilisé pour la défense côtière au début des années 1960 et a une portée effective de 270 kilomètres. Alimenté par un turboréacteur et deux propulseurs à carburant solide pour le lancement, le P-35B pèse environ 4,6 tonnes et a une longueur d'environ 10 mètres.
Au début des années 1980, le missile de défense côtière P-35B a été remplacé par le 3M44, d'une portée effective de 460 kilomètres, avec la possibilité d'une charge nucléaire au lieu de l'ogive conventionnelle standard d'une tonne.
Ils ont été développés par le OKB-52 sous la direction de  Vladimir Chelomey.
Après un tir sur coordonnées, les missiles disposent d'un radar actif pour trouver les navires de surface.

## Opérateurs
Depuis 2016, ce système de missiles est toujours en service au sein des Forces côtières de la marine russe. Un site utilisant deux lanceurs installés des bunkers gardant la base navale de Sébastopol a été réactivé à la suite de l'annexion de la Crimée par la Russie en 2014, ces missiles servant possiblement de drones-cibles. 
En date du 18 janvier 2024, à la suite de l'invasion de l'Ukraine par la Russie, au moins un exemplaire est employé contre une cible terrestre. il semble que le probable 3M44 a été abattu par les défenses  ukrainiennes ou subi une sorte d'échec avant d'atteindre sa cible.

## Source de traduction
- (ru) Cet article est partiellement ou en totalité issu de l’article de Wikipédia en russe intitulé « 4K44b Redut » (voir la liste des auteurs).